# 学生

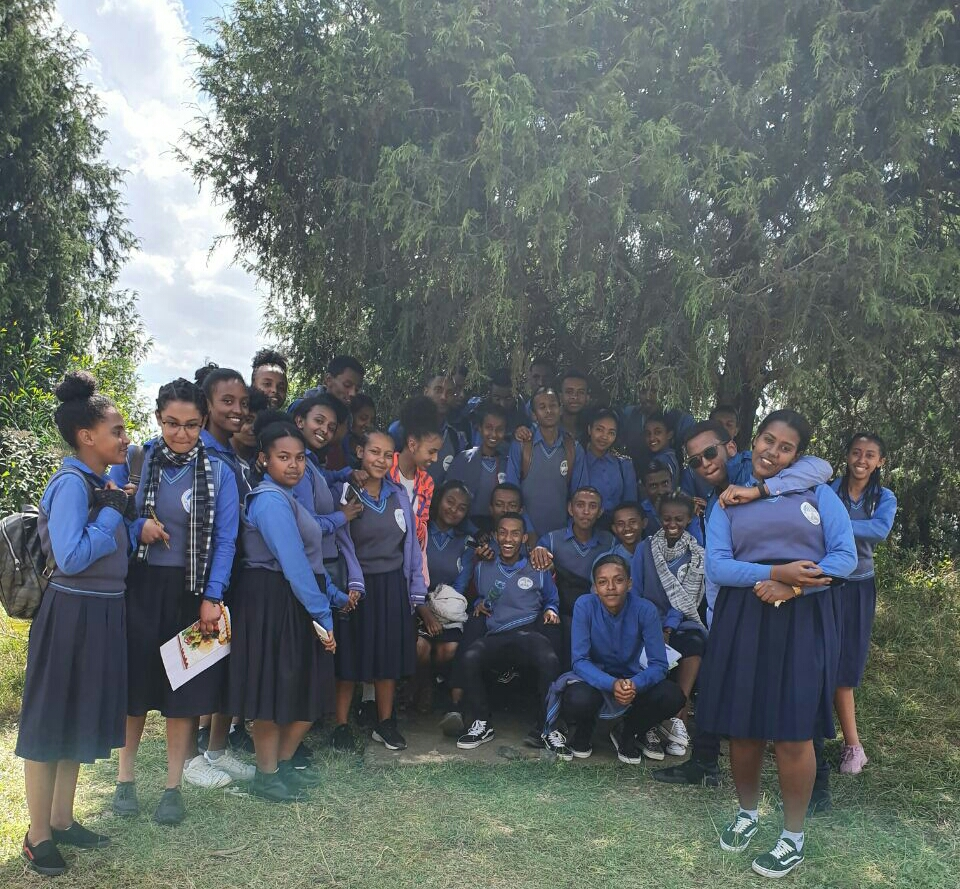
エチオピアの生徒たちの集合写真、2019年12月の校外学習にて

学生（がくせい、student）とは、主に学校やその他の教育機関に入学して、知識を習得し、職能を開発し、特定分野での雇用を得やすくすることを目的に学習している者である。広義における学生は、実務において基礎的または決定的になる修得すべき事柄に、集中的かつ知的に取り組んでいる者である。
英国と大半の英連邦諸国において「student 」の語は、中等教育および高等教育（専門学校や大学など）を履修ている者を指し、初等教育機関に入学している者は、「pupil （児童）」と呼ばれる。

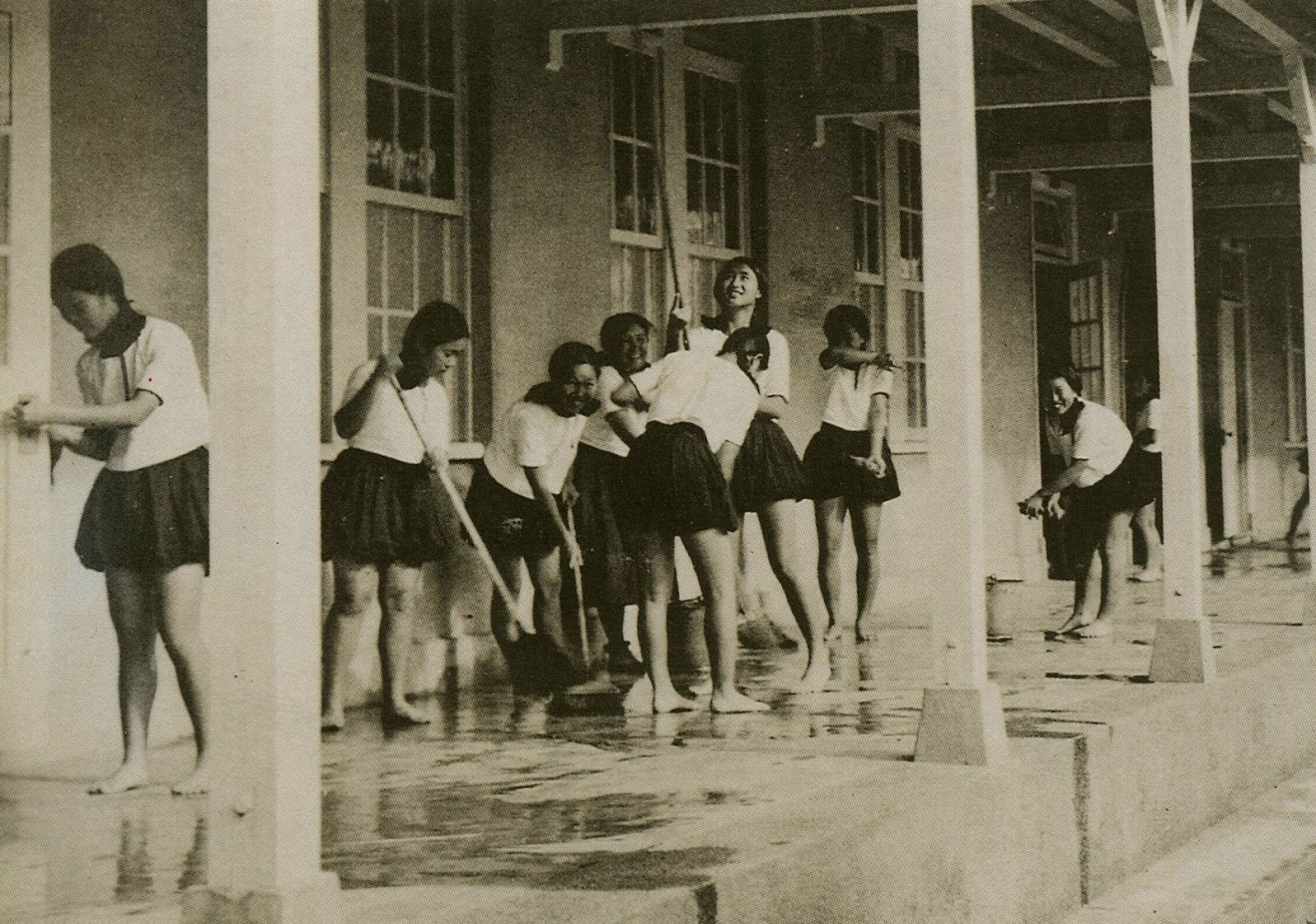
台湾の女学生、1927年の日本統治時代

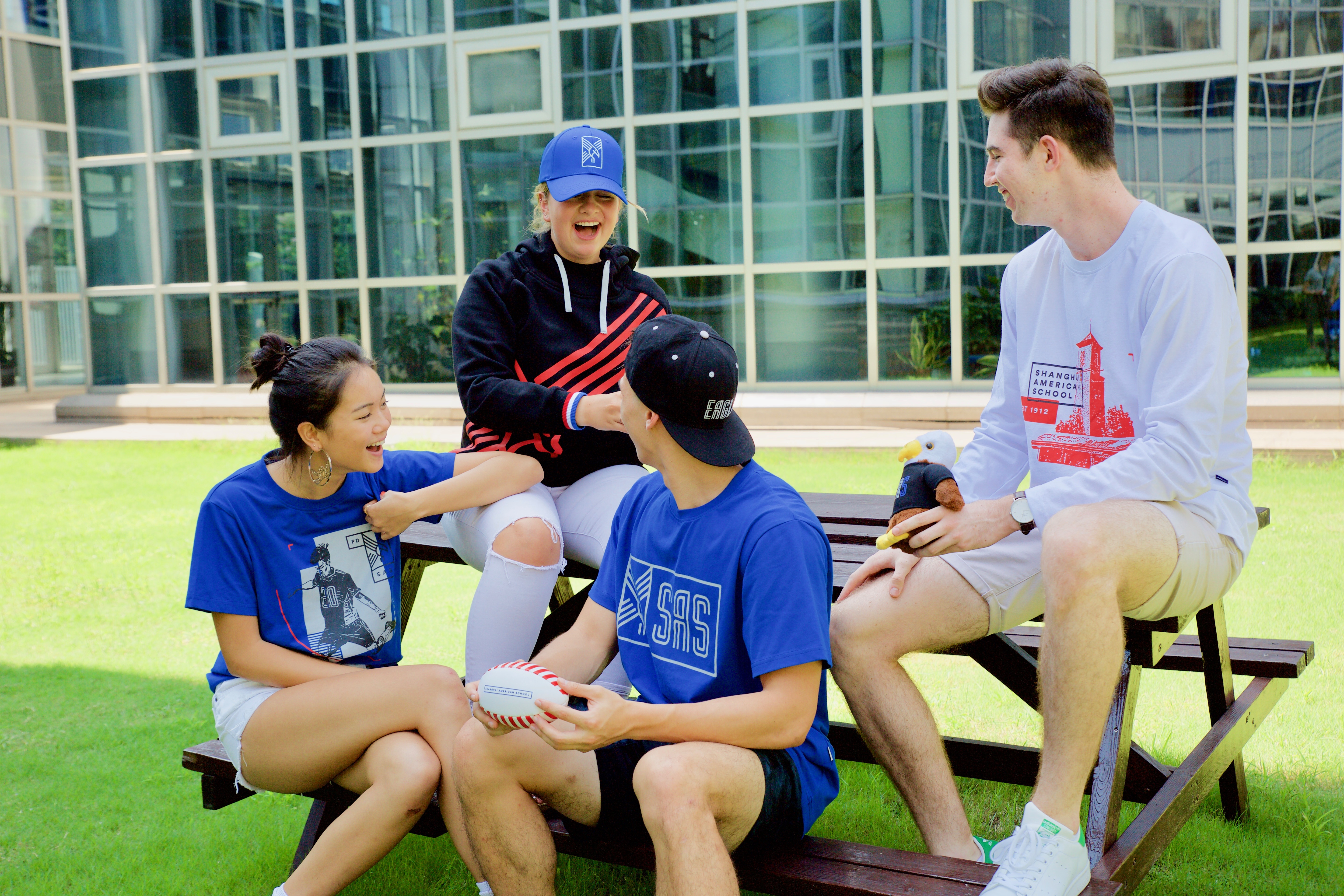
中国の上海にあるインターナショナル・スクールでの様々な国籍の生徒、2017年。この学校に学生服はない。

日本においては高等教育機関のうち、大学（大学院・短期大学を含む）および高等専門学校、専門学校で学ぶ者を指す語として用いられている。
「学生」という呼称の始まりは、1881年（明治14年）8月2日以降であり、当時の東京大学（後の東京帝国大学、現在の東京大学）において、「外国に於ては大学に学ぶ者と其れ以下の学校に学ぶ者との間に名称の差別あるに鑑み」、本科生徒を学生と称することとした。